# Бабятинський Валерій Костянтинович
Вале́рій Костянти́нович Бабяти́нський — радянський і російський актор театру і кіно, Народний артист РРФСР (1991).

## Біографія
Валерій Бабятинський народився 15 липня 1942 в місті Камишин Сталінградської області. Дитинство пройшло в Молдавській РСР, у місті Дубоссари, там же закінчив середню школу із золотою медаллю. У 1963 закінчив театральне училище імені Бориса Щукіна (курс Л. М. Шихматова і В. К. Львовою). Будучи студентом третього курсу почав грати на сцені Малого театру, першою помітною роллю стала роль Чацького у виставі «Лихо з розуму» за п'єсою А. С. Грибоєдова.
Валерій Костянтинович починав з амплуа героя, поступово розширив свій акторський діапазон.
Валерій Бабятинський виступає і як читець, майстер художнього слова, займається громадською роботою, викладає в театральних ВНЗ (професор кафедри «Сольний академічний спів» ГМПІ ім. Іпполітова — Іванова і професором кафедри усній і сценічної мови МДУКМ).

## Ролі
- Шлях до причалу
- Анна Павлова — Великий Князь